# Cathédrale de l'Immaculée-Conception de Ségou
Pour les articles homonymes, voir Cathédrale de l'Immaculée-Conception.
La cathédrale de l'Immaculée-Conception de Ségou est la cathédrale catholique du diocèse de Ségou, au Mali. Elle est dédiée à l'Immaculée Conception de la Bienheureuse Vierge Marie.
Sa première pierre est bénie par Mgr Paul-Marie Molin le 12 novembre 1933.